# Осиповка (приток Мухавца)
Осипо́вка (бел. Асіпоўка) — река в Жабинковскиом и Малоритском районах Брестской области, приток реки Мухавец.

## Физико-географические характеристики
Длина — 38 км, площадь речного бассейна — 534 км², среднегодовой расход воды в устье — 1,5 м³/с. Устье находится около деревни Петровичи Жабинковского района. Протекает река по Брестскому Полесью.
На всём своём протяжении река канализирована. В долине реки — леса, болот немного.